# Lâm Anh Quang
Lâm Anh Quang (sinh ngày 24 tháng 4 năm 1991) là một cầu thủ bóng đá người Việt Nam thi đấu ở vị trí trung vệ cho câu lạc bộ Hồng Lĩnh Hà Tĩnh tại giải bóng đá vô địch quốc gia Việt Nam.